# Selok Awar Awar
Selok Awar Awar is een bestuurslaag in het regentschap Lumajang van de provincie Oost-Java, Indonesië. Selok Awar Awar telt 8592 inwoners (volkstelling 2010).